# باشگاه فوتبال با
باشگاه فوتبال با یک باشگاه فوتبال فیجیایی مستقر در با است که در لیگ برتر فیجی، بهترین لیگ فوتبال حرفه‌ای فیجی، رقابت می‌کند. این باشگاه در سال ۱۹۳۵ تاسیس شد. زمین اصلی باشگاه، پارک گویند است.

## تاریخچه
باشگاه فوتبال با در سال ۱۹۳۵ به عنوان یک باشگاه فوتبال خیابانی توسط مردم فیجی تشکیل شد. این به دلیل تلاش‌های شرکت تصفیه شکر استعماری بود که صاحب یک کارخانه بزرگ قند بود. در سال ۱۹۷۷، با تبدیل به یک باشگاه حرفه‌ای شد و به اتحادیه فوتبال فیجی وابسته شد. در سال ۱۹۷۷، با در لیگ ملی فیجی ۱۹۷۷ که بالاترین سطح فوتبال فیجی بود، شرکت کرد. با برنده اولین لیگ ملی فیجی بود. در سال ۱۹۷۹، با دومین قهرمانی خود در لیگ ملی فیجی را به دست آورد و از آن زمان تاکنون ۲۱ عنوان قهرمانی لیگ را کسب کرده است که آخرین آنها در فصل ۲۰۱۸/۱۹ بوده است.

## آمار در لیگ قهرمانان اقیانوسیه
با ۸ بار در لیگ قهرمانان اقیانوسیه شرکت کرد و بهترین نتایج خود را در سال ۲۰۰۷ بدست آورد که در آن، به مسابقه فینال رسید. با در فینال مقابل ویتاکر یونایتد ایستاد و با اینکه بازی رفت را ۲–۱ برد، در بازی برگشت ۱–۰ باخت و به دلیل قانون گل زده در خانه حریف، نایب قهرمان شد.